# Gobernador Juan E. Martínez
Gobernador Juan E. Martínez es una localidad argentina, del departamento Lavalle en la provincia de Corrientes.

## Población
Cuenta con 1 831 habitantes (Indec, 2010), lo que representa un incremento del 27,4% frente a los 1 437 habitantes (Indec, 2001) del censo anterior.
| Gráfica de evolución demográfica de Gobernador Juan E. Martínez entre 1991 y 2010 |
|                                                                                   |
| Fuente: Censos nacionales del INDEC                                               |

## Geografía
- Altitud: 53 m s. n. m.
- Latitud: 28°55′0″ S
- Longitud: 58°55′60″ O